# Tachigali tessmannii
Espèce
Classification phylogénétique
Statut de conservation UICN

 DD  : Données insuffisantes
Tachigali tessmannii est une espèce de plantes du genre Tachigali et de la famille des Fabaceae.